# Nashville 400 1968
Nashville 400 1968 var ett stockcarlopp ingående i Nascar Grand National Series (nuvarande Nascar Cup Series) som kördes 27 juli 1968 på den 0,5 mile (804,672 meter) långa ovalbanan Nashville Speedway i Nashville i Tennessee. Totalt avverkades 150,5 miles (242,206 km) fördelat på 301 varv. Ursprungligen skulle sträcken 200 miles (321.869 km) fördelat på 400 varv körts men loppet kortades på grund av regn. Banunderlaget var asfalt. Loppet vanns av David Pearson i en Ford på tiden 2:03:44 körande för Holman Moody. Pearsons snitthastighet var 72,98 mph. Han var vid målgång ensam förare på ledarvarvet, tre varv före tvåan Richard Petty. Prispotten uppgick till 10 300 dollar, varav 2 950 dollar gick till segraren. Publikantalet uppgick till 15 221 personer.

## Resultat
| Plc     | Nr | Förare            | Team/ bilägare           | Konstruktör | Start | Varv | Ledda varv |
| ------- | -- | ----------------- | ------------------------ | ----------- | ----- | ---- | ---------- |
| 1       | 17 | David Pearson     | Holman Moody             | Ford        | 3     | 301  | 70         |
| 2       | 43 | Richard Petty     | Petty Enterprises        | Plymouth    | 1     | 298  | 231        |
| 3       | 2  | Bobby Allison     | J.D. Bracken             | Chevrolet   | 2     | 295  | 0          |
| 4       | 71 | Bobby Isaac       | K&K Insurance Racing     | Dodge       | 4     | 294  | 0          |
| 5       | 57 | Charlie Glotzbach | Ervin Pruitt             | Dodge       | 21    | 293  | 0          |
| 6       | 64 | Elmo Langley      | Langley-Woodfield Racing | Ford        | 5     | 285  | 0          |
| 7       | 20 | Clyde Lynn        | Negre Racing             | Ford        | 15    | 276  | 0          |
| 8       | 76 | Roy Tyner         | Don Culpepper            | Ford        | 16    | 266  | 0          |
| 9       | 45 | Bill Seifert      | Seifert Racing           | Ford        | 12    | 247  | 0          |
| 10      | 04 | Jack Marlin       | Jack Marlin              | Chevrolet   | 14    | 237  | 0          |
| 11      | 70 | J.D. McDuffie     | McDuffie Racing          | Buick       | 10    | 226  | 0          |
| 12      | 48 | James Hylton      | Hylton Engineering       | Dodge       | 6     | 124  | 0          |
| 13      | 06 | Neil Castles      | Neil Castles             | Plymouth    | 8     | 123  | 0          |
| 14      | 51 | Stan Meserve      | Margo Hamm               | Dodge       | 20    | 113  | 0          |
| 15      | 01 | Paul Dean Holt    | Dennis Holt              | Ford        | 22    | 89   | 0          |
| 16      | 4  | John Sears        | DeWitt Racing            | Ford        | 9     | 37   | 0          |
| 17      | 49 | G.C. Spencer      | GC Spencer Racing        | Plymouth    | 7     | 27   | 0          |
| 18      | 25 | Jabe Thomas       | Robertson Racing         | Ford        | 17    | 23   | 0          |
| 19      | 28 | Earl Brooks       | Brooks Racing            | Ford        | 13    | 19   | 0          |
| 20      | 38 | Wayne Smith       | Archie Smith             | Chevrolet   | 18    | 12   | 0          |
| 21      | 9  | Bill Vanderhoff   | Roy Tyner                | Pontiac     | 19    | 9    | 0          |
| 22      | 34 | Wendell Scott     | Scott Racing             | Ford        | 11    | 9    | 0          |
| Källor: |    |                   |                          |             |       |      |            |